# They Hunger
They Hunger là một bản mod của trò chơi nổi tiếng Half-Life. Nó được phát hành bởi Neil MANKE (Black Widow Games) thành 3 phần, phần đầu vào năm 1999, phần hai vào năm 2000, và phần cuối vào năm 2001. Cả ba được ghép lại thành một bản cài đặt hoàn chỉnh bởi tạp chí PC Gamer.

### They Hunger
Trong phần đầu tiên, người chơi sẽ nhập vai một nhà văn gặp stress đi đến một nơi nghỉ dưỡng để viết tiếp tác phẩm tiếp theo của mình. Tuy nhiên, đang trên đường đi thì ông nghe tin tức trên đài phát thanh nói về một "hiện tượng khí quyển kỳ lạ", và bỗng nhiên chiếc xe đang lái bị sét đánh đâm xuống một hồ nước. Người chơi bị thương và đi quanh đó tìm sự giúp đỡ. Ông đã đi qua một hầm mộ, rồi đến nhà nguyện của một nhà thờ. Trên đường đi, ông phát hiện một số điều bí ẩn: những cái mộ trống rỗng, và có thịt, gân đầy máu gần đó. Các con đường vang vọng tiếng la hét kỳ dị. Một hộp sọ đẫm máu lăn ra khỏi chỗ để hài cốt, và khi anh bước vào nhà nguyện, ông nghe thấy ai đó hét lên "Không, không! Lấy nó ra khỏi người tôi!". Một zombie phá vỡ quan tài và bắt đầu đuổi theo anh ta. Người chơi phải dùng chiếc ô chống lại zombie. Rồi nhà văn tiếp tục đi qua một đầm lầy, chạy qua núi lửa đang phun (Sự rạn nứt của Quỷ), lái tàu, và cuối cùng là đi vào thị trấn, nơi có đài phát thanh BMRF và các đồn cảnh sát. Tại đây, ông phát hiện ra cảnh sát cũng bị biến thành zombie. Nhà văn sử dụng các đài phát thanh địa phương để gọi cho cảnh sát tiểu bang. Cuối cùng, ông bị các cảnh sát zombie này bắt bỏ tù.

### They Hunger 2: Rest in Pieces
Nhân vật chính được cứu bởi một sĩ quan cảnh sát nhà nước được trang bị chiếc xe tải quân sự. Người chơi tiếp tục đi theo hệ thống cống rãnh lần đến nhà nhà máy xử lý nước Rockwell. Ở đó, ông gặp một sinh vật thủy sinh kỳ lạ.
Một phần quan trọng của tập phim này là người chơi gặp được Alfred - cựu trợ lý của Tiến sĩ Franklin, người đã gây ra sự ô nhiễm nước của thành phố khiến cho bất cứ ai sử dụng nước đều bị một trạng thái dở sống dở chết. Ông ta nói với người chơi rằng Tiến sĩ Franklin đã cố gắng để tìm ra cách cứu chữa nhưng cuối cùng lại bị lây nhiễm theo.
Người chơi sau đó đi vào phòng thí nghiệm dưới lòng đất của Tiến sĩ Franklin, nơi anh chứng kiến nhiều thí nghiệm kinh khủng, chẳng hạn như đầu bị chặt được giữ còn sống. Ngay sau đó, người chơi sẽ chứng kiến cảnh Tiến sĩ Franklin bị rượt đuổi bởi một trong những con quái vật của mình.

### They Hunger 3: Rude Awakening
Ở phần cuối cùng, người chơi tỉnh dậy và thấy mình đang ở bệnh viện Rockwell. Người chơi khám phá rằng nơi đây cũng đã bị tràn ngập bởi zombie. Người chơi tiếp tục chiến đấu tìm cách ra khỏi bệnh viện. Ông đi đến một vùng nông thôn cách đó vài dặm và đến một trang trại nhỏ mà đã bị tràn ngập bởi thây ma. Bên cạnh những người nông dân, hầu hết các gia súc địa phương và các động vật khác cũng bị nhiễm độc và khá nguy hiểm. Những bộ xương người đã được hồi sinh thông qua thử nghiệm trong hai phần trước giờ lại xuất hiện, và có khả năng phóng điện.
Người chơi chết và được hồi sinh, bị đưa đến một nơi giống như Stonehenge. Ở đây người chơi thấy cảnh sát trưởng Rockwood đang đưa ra một bài phát biểu trước đám zombie bỗng tấn công quân sự bởi lính chính phủ. Những người lính bắn zombie và bất kỳ dân thường nào còn sống sót (có lẽ vì nguy cơ nhiễm độc). Nhà văn gặp viên phó cảnh sát - người duy nhất trong thị trấn chưa bị zombie lây nhiễm. Cả hai bàn kế hoạch tiêu diệt hai kẻ điều khiển những thây ma là Tiến sĩ Franklin và cảnh sát trưởng (bị zombie lây nhiễm).
Sau khi tiêu diệt Tiến sĩ Franklin, người chơi đuổi theo cảnh sát trưởng Rockwood trên một máy bay trực thăng có trang bị súng máy. Người chơi đánh bại cảnh sát trưởng và làm hắn nổ tung trên một hồ lớn. Trò chơi kết thúc với cảnh nhà văn và viên cảnh sát phó lái trực thăng bay ra khỏi mặt trời mọc trên nền nhạc "Bạn là thức ăn tôi ăn".

## Thị trấn Rockwell
They Hunger lấy bối cảnh ở một thị trấn được bao quanh bởi nhiều vách đá và hẻm núi, nhiều phần của thị trấn được phân cách bằng hệ thống đường hầm gọi là Roswell. Thị trấn có đài phát thanh địa phương riêng của mình, BMRF.

## Nhân vật
- Người chơi

Là một nhà văn nam đến thăm thành phố để thư giãn và lấy cảm hứng cho cuốn sách tiếp theo của mình. Người chơi buộc phải chiến đấu cho sự sống còn của mình sau khi nhận ra rằng hầu hết cư dân thị trấn đã bị biến thành zombie.
- Cảnh sát trưởng

là một người đàn ông thừa cân một chút, đeo kính râm và đội mũ gác rừng. Ông ta biến mất trong khi điều tra một vụ xáo trộn tại nhà xác thành phố, và sau đó bị biến thành zombie. Ông làm việc với Tiến sĩ Franklin.
- Tiến sĩ Franklin

Franklin là một nhà khoa học chỉ có một mắt làm việc và một nụ cười ở phía bên phải của miệng. Khi người chơi gặp Franklin lần đầu tiên, ông ta tiết lộ từ lâu ông ta đã cảm thấy một sự kêu gọi tái tạo cái chết. Ông là bạn của Cảnh sát trưởng trước khi cảnh sát trưởng trở thành một thây ma, sau đó họ vẫn làm việc cùng nhau.
- Cảnh sát phó

Ông đã cố gắng giải thích với cảnh sát trưởng về việc xuất hiện nhưng không thành công. Ông và người chơi phối hợp cùng nhau để thoát khỏi Rockwell và ngăn chặn đám zombie.
- Quân đội

Là lực lượng chính phủ gửi đến để đẩy lùi các zombie và cứu thường dân còn sống. Tuy nhiên, họ nhanh chóng thất bại trước cuộc tấn công ồ ạt của zombie và nhiều người đã bị lây nhiễm.

## They Hunger: Lost Souls
Đây là dự án phát triển They Hunger trên nền engine Source trong một thời gian, nhưng dự án sau đó đã bị hủy bỏ. Việc phát triển đã lên kế hoạch từ năm 2005 nhưng không có thông tin chính thức. Gần đây, một trong những nhà phát triển thú nhận rằng Neil MANKE đã bị bệnh và vì vậy dự án này đã bị hủy bỏ.